# 哈利奇 (特諾皮爾州)
49°15′29″N 25°8′20″E / 49.25806°N 25.13889°E
哈利奇（羅馬化：Halych）是位於烏克蘭西部特諾皮爾州特諾皮爾區皮德海齊市鎮的村莊，始建於1490年，面積5.85平方公里，海拔高度400米，2001年人口566，人口密度每平方公里96.7人。